# Siedlce (gromada w powiecie siedleckim)
Siedlce – dawna gromada, czyli najmniejsza jednostka podziału terytorialnego Polskiej Rzeczypospolitej Ludowej w latach 1954–1972.
Gromady, z gromadzkimi radami narodowymi (GRN) jako organami władzy najniższego stopnia na wsi, funkcjonowały od reformy reorganizującej administrację wiejską przeprowadzonej jesienią 1954 do momentu ich zniesienia z dniem 1 stycznia 1973, tym samym wypierając organizację gminną w latach 1954–1972.
Gromadę Siedlce z siedzibą GRN w mieście Siedlce (nie wchodzącym w jej skład i stanowiącym odrębny powiat miejski) utworzono 31 grudnia 1961 w powiecie siedleckim w woj. warszawskim z części obszarów następujących znoszonych gromad w tymże powiecie: (a) Białki (wsie Grabianów, Ujrzanów i Podsekuła), (b) Stok Lacki (wsie Joachimów, Stok Lacki i Stok Lacki-Folwark), (c) Opole Nowe (wsie Iganie Nowe i Iganie Stare) i (d) Strzała (wsie Strzała, Purzec i Żytnia) oraz – w całości – (e) Żabokliki (wsie Golice, Jagodnia, Topórek i Żabokliki oraz kolonie Golice i Żabokliki).
1 stycznia 1969 do gromady Siedlce włączono wsie Błogoszcz, Pieńki Pruszyńskie, Pruszyn i Pruszynek ze zniesionej gromady Pruszyn oraz wsie Rakowiec, Wołyńce, Wołyńce Kolonia i Żelków Kolonia ze zniesionej gromady Żelków-Kolonia – w tymże powiecie.
Gromada przetrwała do końca 1972 roku, czyli do kolejnej reformy gminnej. 1 stycznia 1973 w powiecie siedleckim utworzono gminę Siedlce.